# Amelia FitzClarence
Amelia FitzClarence, viscontessa di Falkland (Teddington, 21 marzo 1807 – Londra, 2 luglio 1858) è stata una figlia di Guglielmo IV del Regno Unito e della sua amante, l'attrice Dorothea Jordan.

## Biografia
Era la quinta figlia del principe Guglielmo, duca di Clarence, e della sua amante di lunga data, la famosa attrice comica Dorothea Jordan. Dorotea era l'attrice di maggior successo della sua epoca e ha continuato a svolgere la sua attività sul palco durante la loro relazione. Amelia aveva nove fratelli nati da questa relazione, quattro sorelle e cinque fratelli, tutti con il cognome FitzClarence. Nonostante le circostanze hanno impedito alla coppia di sposarsi, per venti anni Guglielmo e Dorothea vissero come una famiglia e si dedicarono alla crescita dei loro figli. Nel 1797, si sono trasferiti a Bushy House, fino al 1807.
Guglielmo e Dorothea si separarono nel dicembre del 1811. A Dorothea è stato concesso £ 4,400 e il compito di prendersi cura delle loro figlie. Lasciò Bushy House nel gennaio 1812. Siccome il denaro non era sufficiente a coprire i suoi debiti, Dorothea continuò a calcare le scene dopo la sua partenza. Nel 1815, si trasferisce da Londra a Boulogne, in Francia, per eludere i suoi creditori. Il 5 luglio 1816 morì sua madre.
La nuova moglie di Guglielmo, la principessa Adelaide, era dolce e amorevole con i bambini FitzClarence. Nel 1818, ad Amelia e ai suoi fratelli vennero concessi una pensione di £ 500. Nel 1819, il barone Franz Ludwig von Bibra, un tedesco con la conoscenza dei classici e dell'inglese, divenne tutor delle due giovani figlie FitzClarence. Nel giugno 1830, il Duca di Clarence successe a suo fratello Giorgio IV come Guglielmo IV. L'anno successivo, nominò il suo figlio maggiore George conte di Munster. Con l'ascesa al trono del padre, i FitzClarence iniziarono a frequentare spesso la corte, ma la loro presenza fece arrabbiare la duchessa di Kent, che riteneva che loro avevano una pessima influenza sulla figlia, la principessa Vittoria. Guglielmo amava i suoi figli.

## Matrimonio
Sposò, il 27 dicembre 1830, Lucius Cary, X visconte di Falkland, figlio di Charles Cary, IX visconte di Falkland. Ebbero un figlio:
- Lucius William Charles Frederick Cary (24 novembre 1831-6 agosto 1871), sposò Sarah Keighly, non ebbero figli.

## Morte
Morì il 2 luglio 1858 a Londra.

## Ascendenza
|                                                                              |                 |                                                                    | Genitori                                            |  |  | Nonni |  |  | Bisnonni                      |  |  | Trisnonni                                                         |  |
|                                                                              |                 |                                                                    |                                                     |  |  |       |  |  | Federico, principe del Galles |  |  | Giorgio II, re di Gran Bretagna e Irlanda ed elettore di Hannover |  |
|                                                                              |                 |                                                                    |                                                     |  |  |       |  |  | Federico, principe del Galles |  |  | Giorgio II, re di Gran Bretagna e Irlanda ed elettore di Hannover |  |
|                                                                              |                 | Carolina di Brandeburgo-Ansbach                                    |                                                     |  |  |       |  |  | Federico, principe del Galles |  |  |                                                                   |  |
| Giorgio III, re del Regno Unito di Gran Bretagna e Irlanda e re di Hannover  |                 |                                                                    |                                                     |  |  |       |  |  | Federico, principe del Galles |  |  |                                                                   |  |
|                                                                              |                 | Augusta di Sassonia-Gotha-Altenburg                                | Federico II, duca di Sassonia-Gotha-Altenburg       |  |  |       |  |  |                               |  |  |                                                                   |  |
|                                                                              |                 | Augusta di Sassonia-Gotha-Altenburg                                | Federico II, duca di Sassonia-Gotha-Altenburg       |  |  |       |  |  |                               |  |  |                                                                   |  |
|                                                                              |                 | Augusta di Sassonia-Gotha-Altenburg                                | Maddalena Augusta di Anhalt-Zerbst                  |  |  |       |  |  |                               |  |  |                                                                   |  |
| Guglielmo IV, re del Regno Unito di Gran Bretagna e Irlanda e re di Hannover |                 | Augusta di Sassonia-Gotha-Altenburg                                |                                                     |  |  |       |  |  |                               |  |  |                                                                   |  |
|                                                                              |                 | Carlo Ludovico Federico di Meclemburgo-Strelitz, principe di Mirow | Adolfo Federico II, duca di Meclemburgo-Strelitz    |  |  |       |  |  |                               |  |  |                                                                   |  |
|                                                                              |                 | Carlo Ludovico Federico di Meclemburgo-Strelitz, principe di Mirow | Adolfo Federico II, duca di Meclemburgo-Strelitz    |  |  |       |  |  |                               |  |  |                                                                   |  |
|                                                                              |                 | Carlo Ludovico Federico di Meclemburgo-Strelitz, principe di Mirow | Cristiana Emilia di Schwarzburg-Sondershausen       |  |  |       |  |  |                               |  |  |                                                                   |  |
| Carlotta di Meclemburgo-Strelitz                                             |                 | Carlo Ludovico Federico di Meclemburgo-Strelitz, principe di Mirow |                                                     |  |  |       |  |  |                               |  |  |                                                                   |  |
|                                                                              |                 | Elisabetta Albertina di Sassonia-Hildburghausen                    | Ernesto Federico I, duca di Sassonia-Hildburghausen |  |  |       |  |  |                               |  |  |                                                                   |  |
|                                                                              |                 | Elisabetta Albertina di Sassonia-Hildburghausen                    | Ernesto Federico I, duca di Sassonia-Hildburghausen |  |  |       |  |  |                               |  |  |                                                                   |  |
|                                                                              |                 | Elisabetta Albertina di Sassonia-Hildburghausen                    | Sofia Albertina di Erbach-Erbach                    |  |  |       |  |  |                               |  |  |                                                                   |  |
| lady Amelia FitzClarence                                                     |                 | Elisabetta Albertina di Sassonia-Hildburghausen                    |                                                     |  |  |       |  |  |                               |  |  |                                                                   |  |
|                                                                              | Nathaniel Bland | rev. James Bland                                                   |                                                     |  |  |       |  |  |                               |  |  |                                                                   |  |
|                                                                              | Nathaniel Bland | rev. James Bland                                                   |                                                     |  |  |       |  |  |                               |  |  |                                                                   |  |
|                                                                              | Nathaniel Bland | Lucy Brewster                                                      |                                                     |  |  |       |  |  |                               |  |  |                                                                   |  |
| Francis Bland                                                                | Nathaniel Bland |                                                                    |                                                     |  |  |       |  |  |                               |  |  |                                                                   |  |
|                                                                              |                 | Lucy Heaton                                                        | Francis Heaton                                      |  |  |       |  |  |                               |  |  |                                                                   |  |
|                                                                              |                 | Lucy Heaton                                                        | Francis Heaton                                      |  |  |       |  |  |                               |  |  |                                                                   |  |
|                                                                              |                 | Lucy Heaton                                                        | Elizabeth Curtis                                    |  |  |       |  |  |                               |  |  |                                                                   |  |
| Dorothea Jordan                                                              |                 | Lucy Heaton                                                        |                                                     |  |  |       |  |  |                               |  |  |                                                                   |  |
|                                                                              |                 | …                                                                  | …                                                   |  |  |       |  |  |                               |  |  |                                                                   |  |
|                                                                              |                 | …                                                                  | …                                                   |  |  |       |  |  |                               |  |  |                                                                   |  |
|                                                                              |                 | …                                                                  | …                                                   |  |  |       |  |  |                               |  |  |                                                                   |  |
| Grace Phillips                                                               |                 | …                                                                  |                                                     |  |  |       |  |  |                               |  |  |                                                                   |  |
|                                                                              |                 | …                                                                  | …                                                   |  |  |       |  |  |                               |  |  |                                                                   |  |
|                                                                              |                 | …                                                                  | …                                                   |  |  |       |  |  |                               |  |  |                                                                   |  |
|                                                                              |                 | …                                                                  | …                                                   |  |  |       |  |  |                               |  |  |                                                                   |  |
|                                                                              |                 | …                                                                  |                                                     |  |  |       |  |  |                               |  |  |                                                                   |  |